# John Michael Higgins
John Michael Higgins, född 12 februari 1963 i Boston, Massachusetts, är en amerikansk skådespelare.

## Filmografi (urval)
- 1996 – The Late Shift
- 1997 – Wag the Dog
- 2000 – Best in Show
- 2000–2002 – Ally McBeal (TV-serie)
- 2004 - Halo 2 (röst i dataspel)
- 2004 – Blade: Trinity
- 2005 – Fun with Dick and Jane
- 2006 – The Break-Up
- 2007 – Evan den allsmäktige
- 2008 – Yes Man
- 2009 – The Ugly Truth
- 2011 – Bad Teacher
- 2025 – Spinal Tap II: The End Continues

## Fotnoter
1. ↑  Internet Broadway Database, Internet Broadway Database person-ID: 75313, läst: 9 oktober 2017.[källa från Wikidata]